# Hans Aichele
Hans Aichele (Baden, 2 de noviembre, de 1911-Baden, septiembre de 1946) fue un deportista suizo que compitió en bobsleigh en las modalidades doble y cuádruple.
Participó en los Juegos Olímpicos de Garmisch-Partenkirchen 1936, obteniendo una medalla de plata en la prueba cuádruple. Ganó una medalla de bronce en el Campeonato Mundial de Bobsleigh de 1937.

## Palmarés internacional
| Juegos Olímpicos   | Juegos Olímpicos                  | Juegos Olímpicos  | Juegos Olímpicos |
| Año                | Lugar                             | Medalla           | Prueba           |
| ------------------ | --------------------------------- | ----------------- | ---------------- |
| 1936               | Garmisch-Partenkirchen (Alemania) | Medalla de plata  | Cuádruple        |
| Campeonato Mundial |                                   |                   |                  |
| Año                | Lugar                             | Medalla           | Prueba           |
| 1937               | Cortina d'Ampezzo (Italia)        | Medalla de bronce | Doble            |